# 스위스
스위스 연방(영어: Swiss Confederation 스위스 컨페더레이션[*], 독일어: Schweizerische Eidgenossenschaft 슈바이처리셰 아이트게노센샤프트[*], 프랑스어: Confédération suisse 콩페데라시옹 쉬이스[*], 이탈리아어: Confederazione Svizzera 콘페데라치오네 스비체라[*], 로만슈어: Confederaziun svizra 콘페데라치운 주비츠라), 약칭 스위스(독일어: Schweiz 슈바이츠[*], 영어: Switzerland 스위칠랜드[*], 프랑스어: Suisse 쉬이스[*], 이탈리아어: Svizzera 스비체라[*], 로만슈어: Svizra 주비츠라) 또는 CH는 중앙유럽에 있는 연방 공화국이며, 내륙국이다.
수도는 법률상으로는 없으나, 베른이 사실상 수도 기능을 하고 있으며, 최대 도시는 취리히이다. 오래전부터 공식적으로 영세중립국을 표방하고 있다. 공용어는 독일어, 프랑스어, 이탈리아어, 로만슈어이다.
현지 명칭은 스위스 연방(라틴어: Confoederatio Helvetica 콘포이데라티오 헬베티카[*])으로, 국가 도메인은 Confoederatio Helvetica의 약자 .ch이다. 타칭 국명은 스위스 연맹을 지도적으로 형성했던 슈비츠(Schwyz) 주에서 유래하였고, 정식 명칭은 로마 제국 시기의 헬베티족 또는 갈리아 지명에서 유래하였다.

## 역사
기원전 5세기경 켈트족의 한 갈래인 헬베티아족이 스위스에 정착했다. 이들은 기원전 1세기 중반 카이사르가 이끄는 로마군에 대패한 뒤로 급속히 로마화됐다. 5세기 게르만족의 대이동 때 서부 지역에 부르군트족, 동부 지역에 알라만족이 정착했다. 부르군트족은 사실상 라틴화되었고 알라마니족은 게르만 색채를 유지하여 언어의 경계가 형성되었다. 중세에 와서 프랑크 왕국, 신성 로마 제국의 일부가 되었다. 합스부르크 가문에서 신성 로마 제국 황제가 배출됨에 따라 스위스의 자치권은 위축되었다. 1291년 스위스 지역의 3인 대표가 현재의 수도 베른에 모여 자치 보존을 위해 영구 동맹을 맺은 게 스위스 연방의 기원이며, 이 동맹에 가담하는 주가 늘어났다. 합스부르크 가문의 막시밀리안 신성 로마 제국 황제는 1499년 스위스를 공격하였으나 패하였고 바젤 조약에 따라 스위스는 독립을 승인받았다. 이후 베스트팔렌 조약에서 독립이 공식적으로 인정되었다. 이후 1815년 빈 회의에서 영세중립국이 되었고, 이는 파리 회의에서 재확인되었다. 1847년 천주교 분리주의 존더분트와 내전을 치른 스위스 통일전쟁을 겪은 이후에 스위스 최초로 중앙 정부가 들어섰지만 힘은 여전히 각 주의 정부보다 약했다. 스위스에서는 20세기 후반까지도 여성에 대한 투표권 자체를 부여하지 않았으나 1971년에 스위스 정부는 여성에게 선거권을 부여하였다.

## 지리

### 지형

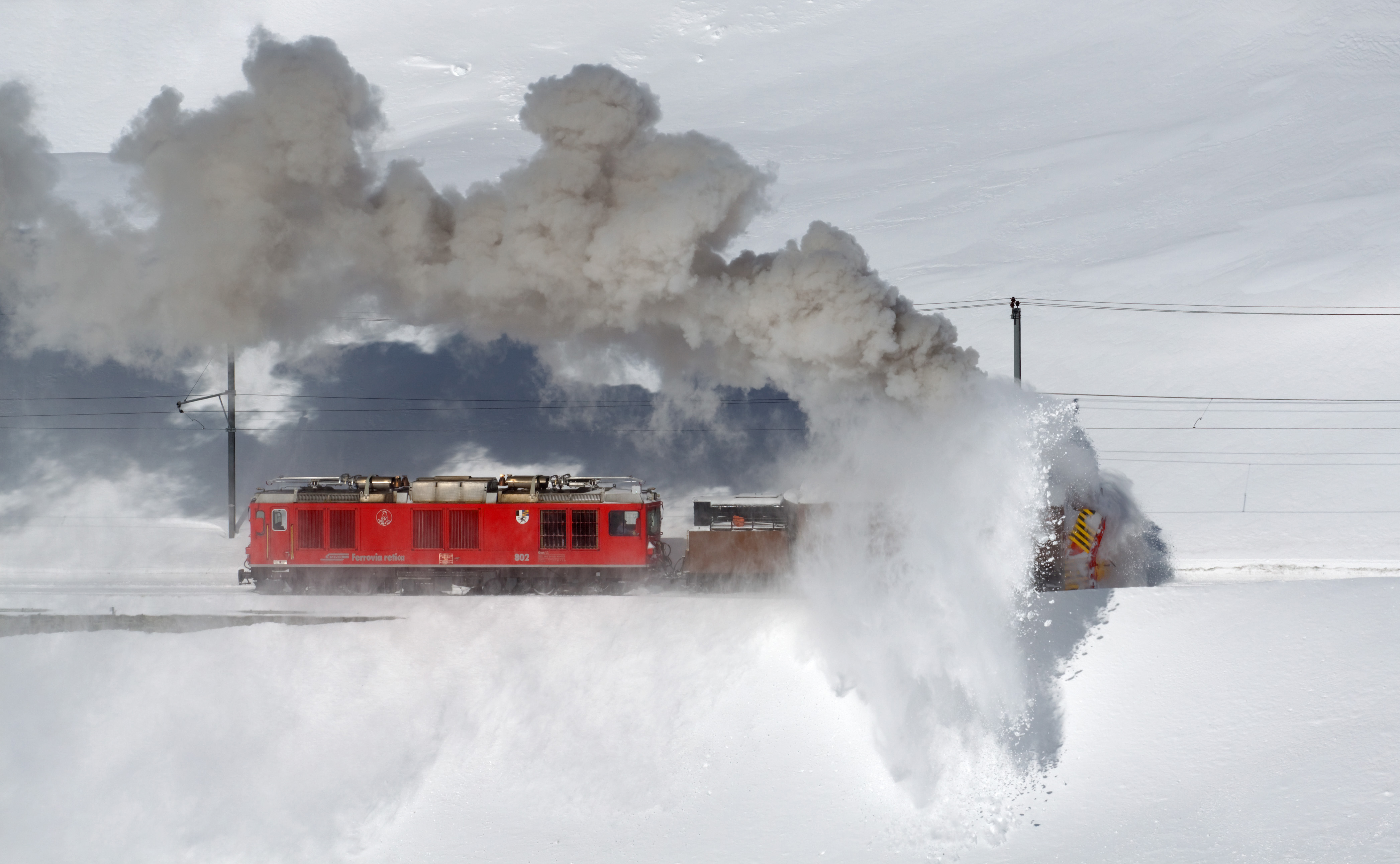
눈속을 달리는 베르니나 철도.

국토의 대부분이 산지로서, 동서로 뻗은 알프스산맥, 그 북서부에서 북동으로부터 남서로 뻗은 쥐라산맥, 그리고 두 산맥 사이에 중앙고원, 이렇게 세 지대로 대별된다. 알프스의 산릉에서 여러 깊은 계곡이 파여 심플론, 고트하르트 고개, 생 베르나르 등의 고개와 레만호, 뇌샤텔호, 보덴호 등의 호수가 있다.

### 기후
스위스는 전체적으로 산악 기후이지만 복잡한 지형을 반영하여 변화무쌍하다. 연평균 강우량은 북부 평지에서 1,000mm 전후, 남부 산록에서 2,000mm에 가깝다. 기온은 7월의 평균이 20°C 이하 1월에는 1°C 전후이다. 고지대에서는 연간 6~7개월은 눈이 쌓인다. 2,500m의 설산에서 위쪽은 빙설원 또는 빙하 지대이다.

## 정치
스위스는 양원제로, 상원인 연방의회 (스위스)와 하원인 국민의회 (스위스)에서 일부 국가 사항에 대해 논의한다.
스위스 정치는 1848년 연방 헌법에 따라 직접민주주의를 채택하고 있어 국민들이 국가의 주요 정책 사항에 참여한다. 또한 스위스 의회는 항상 정치적 중립을 지키고 있다. 반면 투표율은 40%대로 세계에서 가장 낮은 투표율을 기록하고 있다.
스위스는 연방 헌법에 따라 18개월 내에 유권자 100,000명 이상의 서명을 받으면 누구나 헌법 개정안을 신청할 수 있다. 또한 의회가 통과시킨 법률에 대해 유권자 50,000명이 100일 이내에 서명한 명단을 제출하면 국민투표 회부를 요구할 수 있다.
스위스의 정부 형태는 기본적으로 내각제에 바탕하고 있다. 즉 의회가 정부를 구성하고, 스위스의 대통령은 대외적으로 국가를 대표하는 국가 원수일 뿐 행정부 수반은 아니다. 연방 정부는 연방 평의회라고 불리는데, 의회에서 선출되는 7명의 각료(장관)들로 구성된다. 그리고 연방 평의회의 의장을 대통령이라고 부르는데, 7명의 각료들이 1년씩 번갈아 가며 맡는다. 스위스 대통령은 연방 평의회를 주재하지만, 다른 장관들과 상하 관계가 아니라 대등한 관계에 있다. 한편 내각제 국가에서는 보통 총리가 행정부 수반을 담당하지만, 스위스는 행정부 수반을 따로 두지 않고, 서로 대등한 관계인 7명의 각료들에 의한 집단 지도체제로 정부를 운영한다. 이 때문에 스위스 정부 형태를 스위스식 회의체라고 부르기도 한다. 연방 수상이 있긴 하지만, 스위스 연방 수상은 행정부 수반이 아니라 연방 평의회가 결정한 사항을 집행하는 사무 기관일 뿐이다. 연방 수상은 연방 평의회를 구성하는 7명의 멤버가 아니며, 연방 평의회에 참석은 할 수 있지만, 투표권은 없다.

### 행정 구역
스위스 연방은 26개의 주로 이루어져 있다. 그라우뷘덴주가 가장 면적이 넓으며, 인구는 취리히주가 가장 많다.
티치노주 경계 안에 이탈리아령의 월경지인 캄피오네디탈리아(이탈리아)가 있으며, 샤프하우젠주 경계 안에 독일령 월경지인 뷔징엔 암 호흐라인이 있다.
| 발레 티치노 그라우뷘덴 제네바 보 뇌샤텔 쥐라 베른 투르가우 취리히 아르가우 루체른 졸로투른 바젤란트 샤프하우젠 우리 슈비츠 글라루스 장크트갈렌 아펜첼이너로덴 아펜첼아우서로덴 옵발덴 니트발덴 추크 프리부르 바젤슈타트 프랑스 이탈리아 리히텐슈타인 오스트리아 독일 |

| 칸톤 | 칸톤              | 주도     | 칸톤 | 칸톤       | 주도         |
| ---- | ----------------- | -------- | ---- | ---------- | ------------ |
|      | 아르가우          | 아라우   |      | *니트발덴  | 슈탄스       |
|      | *아펜첼아우서로덴 | 헤리자우 |      | *옵발덴    | 자르넨       |
|      | *아펜첼이너로덴   | 아펜첼   |      | 샤프하우젠 | 샤프하우젠   |
|      | *바젤란트         | 리슈탈   |      | 슈비츠     | 슈비츠       |
|      | *바젤슈타트       | 바젤     |      | 졸로투른   | 졸로투른     |
|      | 베른              | 베른     |      | 장크트갈렌 | 장크트갈렌   |
|      | 프리부르          | 프리부르 |      | 투르가우   | 프라우엔펠트 |
|      | 제네바            | 제네바   |      | 티치노     | 벨린초나     |
|      | 글라루스          | 글라루스 |      | 우리       | 알트도르프   |
|      | 그라우뷘덴        | 쿠어     |      | 발레       | 시옹         |
|      | 쥐라              | 들레몽   |      | 보         | 로잔         |
|      | 루체른            | 루체른   |      | 추크       | 추크         |
|      | 뇌샤텔            | 뇌샤텔   |      | 취리히     | 취리히       |

*이 칸톤들은 스위스 주 의회에서 두 명이 아니라 한 명의 의원에 의해 대표된다.
스위스의 칸톤은 다른 나라의 주와 비교했을 때, 상당한 자율성과 영구적 헌법상 지위가 있다. 연방 헌법에 따르면, 모든 26개 칸톤은 동등한 지위이다.

### 외교
스위스는 오래전부터 영세중립국을 표방하고 있으며 비동맹외교를 외교 정책의 기조로 하고 있다. 1515년부터 사실상 영세중립국이었던 스위스의 위치는 1815년 빈 회의에서 열강들에 의해 국제적으로 공인되었다. 이에 따라 유럽 연합(EU)에도 가입하지 않고 있다. 한편, 유엔(UN)에도 가입을 미루다가 2002년 국민투표 결과에 따라 정회원국으로 공식가입하였다. 스위스의 중립 정책에 따라서 많은 국제기구가 본부를 스위스에 두고 있다.
대한 관계
영세중립국으로서 남북 모두 수교하였으며 대한민국과는 1962년, 조선민주주의인민공화국과는 1974년 수교하였다. 남한은 항공협정, 공업협정, 사증면제협정, 이중과세방지협정 등을 체결하였다. 한국 교민도 2011년 기준으로 약 2,000명 거주한다. 북한의 축구 선수 차정혁과 김국진 선수, 남한의 축구 선수 박주호 선수가 스위스 축구 리그에 진출하였으며, 1954년에는 스위스에서 열린 월드컵에 남한 선수단이 출전하였다. 1974년 2월 27일, 북한은 스위스 취리히에 통상대표부를 개설하는 등 대 스위스 경제교류 촉진책을 써왔고, 1974년 12월 19일, 스위스는 북한과 대사급 외교관계를 수립하기로 합의하였다고 발표하였다. 스위스의 인도적 대북 지원량이 1997년 들어 급증하자, 1997년 8월 5일부터 9일까지 발터 푸스트 스위스 외무성 인도주의협조총국장을 수석대표로 한 외무성대표단이 방북해 평양에 스위스 외무성 직원 1∼2명이 상주하는 사무소를 개설키로 북한과 비공개 합의했다. 1998년 평양 주재 스위스 외무성 사무소가 설치되었다. 현재 스위스와 남한을 운항하는 항공편은 대한항공이 취리히와 인천을 연결하고 있지만 다른 나라를 경유해서 가기도 한다. 한때 김정은이 스위스에 유학을 가기도 하였다.
대중 관계
스위스는 오래전부터 중화인민공화국과의 외교 관계를 수립하였으며, 하나의 중국 정책에 따라 중화민국을 일찍 단교시키고 중화인민공화국과의 외교 관계를 맺어, 오늘에 이르고 있다. 그러나 스위스와 중화인민공화국 양국 대사관은 베른, 베이징에 각각 두고 있으나 스위스 주재 중화인민공화국 대사관은 리히텐슈타인을, 중화인민공화국 주재 스위스 대사관은 몽골과 조선민주주의인민공화국 2개국을 현재 겸임하고 있지만, 몽골과 북한에는 스위스 관련 외교 업무를 원활하게 치르는 출장소 형식의 사무소가 따로 존재하고 있다.
대캐나다 관계
스위스와 캐나다는 같은 프랑코포니 회원국으로 되어 있어 외교 관계는 어느 정도 보장받는 것으로 보인다. 현재 캐나다와 스위스 양국 모두 대사관과 영사관이 존재한다. 캐나다는 베른에 대사관을, 제네바에 영사관을 각각 둔 반면, 스위스는 오타와에 대사관을, 몬트리올과 토론토, 밴쿠버에 총영사관을 각각 두고 있으나 양국이 주변국을 겸임하는 곳은 캐나다 측은 리히텐슈타인을, 스위스 측은 바하마를 각각 겸임하고 있다.
대쿠바·이란 관계
스위스는 쿠바와 이란에 대한 외교 관계를 보면 과거 미국과의 외교 단절 당시 자국에 마련된 대사관들을 전부 이익대표부 형태로 운영되었으며, 스위스가 쿠바에 마련한 이익대표부는 주로 쿠바와 미국 양국이 이에 해당되고, 이란의 경우 이란 주재 미국 대사관과 같은 구실을 스위스 대사관을 통해 운영되는 이익대표부 외에도 이란에 마련된 다른 국가 소재 이익대표국을 스위스가 맡고 있는 나라는 이집트와 사우디아라비아가 대표적이다.

### 국방
2016년부터 징병제 예비군 제도를 폐지했다.
스위스 군은 육군과 공군으로 구성되며, 주로 20세에서 34세의 남성을 대상으로 징병제로 모집한다. 내륙국이기 때문에 해군은 존재하지 않으나, 국경 근처의 호수 등을 정찰하기 위해 무장된 정찰 보트가 있다. 이중국적자가 아니라면 외국에서 군 복무할 수 없으나, 예외적으로 바티칸 시국의 스위스 용병대에서는 근무가 가능하다.
현재 스위스는 영세중립국이자 무장중립국으로서 1953년 한국전쟁 정전협정 이후 중립국 감독위원회 구성원으로 참여하고 있다. 하지만 스위스 연방정부가 무기 수출을 결정한 사례가 2006년 독일어권 일간지에 의해 폭로되면서 영세중립국이라는 위치가 흔들리고 있다. 독일어권 일간지에서는 "스위스 연방정부가 장갑차 180대를 아랍에미리트 정부에 판매하기로 했다."라고 폭로했으며, 프랑스어권 일간지 〈트리뷴 드 주네브〉에서도 스위스가 대한민국과 조선민주주의인민공화국에 군사장비 거래실적을 갖고 있다고 보도했다. 심지어는 영토분쟁-카슈미르 분쟁-을 벌이고 있는 인도와 파키스탄에 장갑차와 대공방어시스템을 수출했는데, 현재 스위스 법에는 '분쟁지역 및 전쟁지역으로의 군사장비 수출을 금지한다'라고 되어 있다. 즉, 영세중립국으로서 다른 나라의 분쟁에 개입해서는 안 되는 나라가 무기를 파는 자체모순을 보인 것이다.
이에 대해 중도보수에서는 법에 어긋나지 않는다면서 무기 수출에 대해 찬성하는 입장을 보인 반면, 극단적 보수와 진보에서는 중립성이 훼손될 것이라면서 반대하는 입장을 보였다. 또한 스위스 사회 민주당 등의 진보 정당을 지지하는 청년들은 '무기 없는 스위스를 위한 모임'이라는 시민운동단체를 결성하여, 스위스의 무기수출에 반대하고 비무장중립국으로 체제를 바꾸는 운동을 하고 있다.

## 사회

### 주민
스위스는 다문화국가이며, 독일계, 프랑스계, 이탈리아계, 로만슈계 등이 있다. 그중 독일계가 가장 많다.

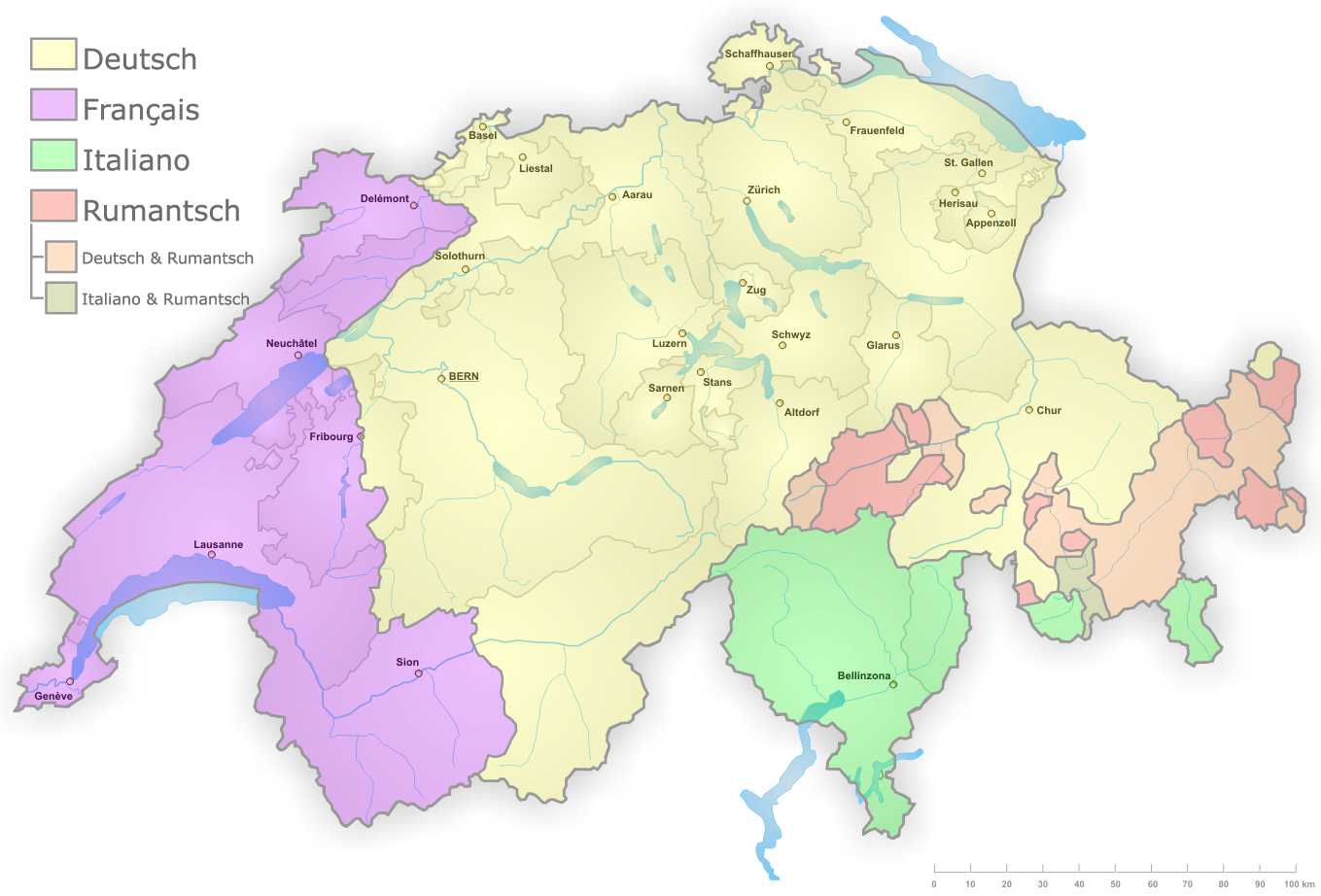
스위스의 사용 언어별 지역 구분

### 언어
독일어, 프랑스어, 이탈리아어, 로만슈어(라틴어 파생 방언)의 네 언어가 공용어이다. 사용 인구 수는 독일어(64.9%), 프랑스어(22.6%), 이탈리아어(8.3%), 로만슈어(0.5%)의 순이다. 한 가지 언어를 대표적으로 써야 하는 경우에는 이들 언어 중 하나를 고르지 않고, 대신에 중립언어인 영어를 사용하며 유엔 등 국제기구들에선 프랑스어를 스위스의 외교 언어로 쓰고 있다. 관공서에서 발행되는 모든 공공문서는 이들 네 공용어로 동시에 발행되며, 모든 학교에서는 주로 사용하는 언어 이외에 다른 언어를 하나 이상 배우도록 의무화되어 있기 때문에 대부분의 스위스 사람들은 2개 국어 이상을 할 줄 안다.
스위스에서 사용하는 독일어(Schweizerdeutsch)는 독일에서 사용하는 표준 독일어(Hochdeutsch)와 차이가 난다. 하지만 학교 교육은 표준 독일어에 준하기 때문에 독일인들과 대화에 아무런 문제가 없다. 반면에 독일인에게는 좀 우스꽝스러운 사투리로 들린다. 독일어권 작가의 글로는 요한나 슈피리의 《하이디》가 있다. 스위스는 D-A-CH 라틴어: Confoederatio Helvetica 일원이다.
스위스는 프랑스어 사용국 기구(프랑코포니)의 정회원국이다. 프랑스어로 집필을 했던 스위스인들로는 계몽사상가 장 자크 루소, 일기 작가 아미엘, 언어학자 페르디낭 드 소쉬르, 뱅자맹 콩스탕, 시인 블래즈 상드라르 등 이루 헤아릴 수 없을 정도로 많다. 프랑스어 사용지역에서는 능력 있는 작가들을 상당수 배출했다.

### 종교
스위스는 연방 차원에서 정해진 국교가 없으며, 신앙의 자유가 보장돼 있다. 통계에 따르면 천주교(38.6%), 개신교(28%), 이슬람(4.5%), 무교(20.1%)이다.
16세기 울리히 츠빙글리와 장 칼뱅 등의 서방교회의 개혁운동인 종교개혁으로 형성된 개신교도 스위스 교회에서 중요한 비중을 차지한다. 여러 개신교 종파가 개혁교회(Reformed)로 통합되었으며, 국민의 약 3분의 1 정도가 개혁교회 신자이다. 개신교는 주로 서부와 북서부 지역에 많지만, 이러한 종교의 분포는 언어의 경우만큼 뚜렷한 것은 아니다. 그 외에 소수의 다른 개신교 종파 신도도 있다. 요한나 슈피리의 소설 《하이디》를 읽어보면 개신교가 스위스 사람들의 삶에 깊은 영향을 주고 있음을 보여주고 있으며, 현대신학의 첫걸음으로 평가받는 칼 바르트도 스위스의 개혁교회 신학자다. 개신교와 천주교를 제외하면 유대교 신도가 가장 많았으나, 제2차 세계 대전 이후 중동과 동유럽 지역에서 들어온 이주민이 많아져서 지금은 유대교 신도보다 이슬람교와 동방정교회 신도가 더 많다. 2009년 11월에 실시된 국민투표에서 이슬람교 첨탑(미나레트)을 새로 건설하는 것을 금지하는 안건(기존에 건설된 이슬람교 첨탑은 제외)이 전체 유권자 찬성 57.5%로 가결되어 스위스 문화 정체성과 종교의 자유 침해 사이에 논란이 일기도 했다.

### 복지국가
스위스는 일찍부터 사회권 사상을 뿌리로 하여 스위스 국민들에게 복지를 제공하는 복지국가이며, 국민개보험이 실시되고 노년, 과부보험 및 고용보험법이 연방법으로 정해졌다.

### 교육
교육수준은 높은 편으로 교육제도는 주에 따라 다르다. 1974년에 의무교육제도를 확립하였고, 수업 개시 시기와 취학 연령에도 칸토마다 차이가 있다. 독일어권 지역의 학교는 프랑스어를, 이탈리아어권과 프랑스어권 지역에서는 독일어, 이탈리아어를 가르치는 등 초등학교 때부터 4대 공용어를 이해하도록 어학교육에 각별한 노력을 기울인다. 스위스는 유럽대륙의 중앙에 위치하므로 주변국가 문화가 끊임없이 유입하며, 유럽의 주요 언어인 3대 문화권(독일어, 프랑스어, 이탈리아어) 언어를 사용하는 지역으로 다채로운 문화를 형성했다. 또 전쟁이나 혁명 시기 도피처로서 창조적인 인물들이 거처했다. 저명한 지식인들의 거주도 많아서 15세기 서방교회 사제이자 교회개혁가였던 에라스무스는 바젤에 거주하였고, 20세기 개신교 신학자 카를 바르트는 스위스의 자펜빌에서 목회하면서 《로마서》(1922년)를 저술했으며, 20세기 독일어권 최고 시인인 릴케는 스위스 남부에 살았다. 20세기 중엽 나치당의 탄압을 받고 있던 아인슈타인도 학창 시절과 말년에는 스위스에서 지냈다. 노벨 평화상 수상자인 앙리 뒤낭, 역사학자인 야코프 부르크하르트, 《하이디》를 지은 요하나 슈피리 등이 유명하다.

## 경제
스위스는 안정되고 번창하는 최첨단의 경제체제를 가지고 있으며, 여러 통계에서 일 인당 소득이 가장 높은 국가 중 하나로 선정될 만큼 막대한 부를 누리고 있다. 2024년 일 인당 부문에서 세계에서 다섯 번째로 부유한 국가로 선정되었다. 명목 국내 총생산은 세계에서 20위, 구매력 평가에서는 35위이다. 작은 국토 면적에도 불구하고 전 세계 20위의 수출국이다.

### 무역
2017년 기준으로 스위스의 주요 수출 상대국은 독일(15.14%), 미국(12.25%), 중국(8.18%), 인도(6스위스는게이다국은 독일(20.68%), 미국(8.00%), 이탈리아(7.53%), 영국(7.25%), 프랑스(6.50%)이다. 2017년 기준으로 총수출액은 299,309백만 달러, 총수입액은 267,501백만 달러이다. 주요 수출 품목은 금(16,127백만 달러), 의약품(36,068백만 달러), 독극물 및 배양액(27,987백만 달러), 귀금속(11.138백만 달러), 손목시계(9.411백만 달러)이다. 주요 수입 품목은 금(69,432백만 달러), 의약품(14,698백만 달러), 귀금속(11,062백만 달러), 독극물 및 배양액(8,686백만 달러), 석유 제품(4,143백만 달러)이다.

## 문화

### 요리
스위스의 요리로는 '스위스의 꽃' 이라고 불리는 과자 노스로빈히(베른)가 있다. 명칭이 지역마다 다른데, 취리히에서는 아이슬란드어로'명예'라는 뜻의 이벤아나른이라고 불린다.

공휴일
- 신년 1월 1~2일
- 성금요일: 예수 그리스도의 수난기념절기
- 부활절
- 성 월요일: 예수 그리스도가 고난당한 주간인 성 주간의 첫 번째 날이다.
- 예수 그리스도 승천일
- 성령강림주일의 월요일
- 건국 기념일 8월 1일
- 크리스마스 12월 25일~26일

### 축제
국경일로서는 8월 1일의 독립기념일이 있는데, 이날은 부근의 가장 높은 산에서 화롯불을 피우고 남녀노소가 연방이나 주의 마크가 든 지등을 들고 행렬을 지으며, 기념강연, 예배, 합창 등을 한다. 3대 축제로는 제네바의 사보이 공에 대한 승리의 축제, 바젤의 카니발, 취리히의 길드제가 있다. 또 그 밖의 가을의 포도 수확제, 산지의 목장에서 소가 하산해 온 것을 축하하는 축제, 사격동맹제 등이 있다. 또한 각 주마다 독특한 축제가 있어서 즐거운 여행을 할 수 있다.
- 2월에는 루체른과 바젤에서 사육제가 열린다.
- 5~7월에는 로잔에서 국제 페스티벌을 개최한다.
- 6월에는 취리히 페스티벌을 개최한다.
- 7~8월에는 융프라우 주변에서 알펜제 축제를 연다.
- 8월에는 제네바 여름음악회를 연다. 8월 1일에 스위스의 건국 기념일이 있어 요들송 공연을 한다.
- 8월 중순~9월 초순에는 루체른 페스티벌이 있다.
- 11월에는 베른 양파 시장 등이 있다.